# Fothad Airgthech
Fothad Airgthech, figlio di Lugaid mac Con (fl. III secolo), è stato re supremo d'Irlanda insieme al fratello Fothad Cairpthech, pare nel III secolo.
Dopo un anno Fothadh Airgthech uccise il fratello e poi fu ucciso a suo volta da Caílte mac Rónáin dei Fianna nella battaglia di Ollarba.